# Oluchi Onweagba
Oluchi Onweagba (Lagos, 29 aprile 1982) è una modella nigeriana.

## Biografia
Figlia di un funzionario civile e di un'infermiera, Oluchi, cresce nella periferia di Lagos con i suoi due fratelli e sorelle. Il suo nome in lingua igbo significa "Lavoro di Dio".
Nel 1998, a 16 anni, partecipa e vince il primo concorso continentale di moda "Face of Africa" (attuale Nokia Face of Africa), organizzato dall'emittente televisiva sudafricana M-Net in collaborazione con l'agenzia Elite Model Management, che sancisce l'inizio della sua carriera.

## Carriera
Debutta sulla passerella per Marc Bouwer, a cui seguiranno negli anni sfilate per Chanel, Dior, Etro, Gucci, Christian Lacroix, Nina Ricci, Alessandro Dell'Acqua, Tommy Hilfiger, Helmut Lang, Bottega Veneta, Givenchy, Carolina Herrera, CoSTUME NATIONAL, Fendi, John Galliano, Kenzo, Giorgio Armani, Kenneth Cole, Anna Sui, Hanae Mori e altri nelle grandi capitali della moda (Tokyo, New York, Milano, Parigi, Londra).
Posa sulle copertine e nelle pagine per i-D, Vogue, Allure, Elle, Surface, Cosmopolitan, Marie Claire; lavorando anche con fotografi come Steven Meisel, Nick Knight e Patrick Demarchelier. Sarà il volto delle campagne di Gianfranco Ferré, Gap, Coca-Cola, Lancôme, L'Oréal, H&M oltre che per Victoria's Secret e Sports Illustrated.
Proprio Sports Illustrated Swimsuit Issue, per cui lavorerà dal 2005 al 2008, le garantirà ancor più successo. Nel 2004 inoltre appare nella pellicola After the Sunset.
Nel 2002, 2003, 2005, 2006, 2007 sfila al Victoria's Secret Fashion Show.
Nel 2008 fonda in Africa la sua agenzia di moda OModel Africa con sede a Johannesburg e Città del Capo, diventando l'agenzia di moda che promuove il concorso "Nokia Face of Africa".

### Agenzie
- Storm Models - Londra
- Viva Models - Parigi
- DNA Model Management

## Vita privata
È sposata dal 2005 con lo stilista Luca Orlandi di Luca Luca; dal quale il 25 aprile 2007 ha avuto un figlio di nome Ugo.

## Filmografia
- After the Sunset, regia di Brett Ratner (2004)